# Boyd's Cove
Boyd's Cove is een dorp en local service district in de Canadese provincie Newfoundland en Labrador. De plaats ligt aan de Bay of Exploits aan de noordkust van het eiland Newfoundland. Boyd's Cove geniet binnen de provincie bekendheid vanwege zijn grote archeologische site van de Beothuk.

## Geschiedenis
In 1988 kreeg Boyd's Cove voor het eerst beperkt lokaal bestuur, doordat de plaats een local service district werd.

## Geografie
Boyd's Cove ligt aan de Kittiwake Coast van noordelijk Newfoundland op ruim 35 km ten noordoosten van de gemeente Lewisporte, die een centrumfunctie voor de regio uitoefent. Naburige plaatsen zijn Birchy Bay, Stoneville en Summerford.
Het dorp ligt langs Route 340, die de Trans-Canada Highway verbindt met North Twillingate Island. Aan de noordrand van het dorp begint de Reach Run Causeway, die het 'vasteland' van Newfoundland via een dijk verbindt met het erg dunbevolkte Chapel Island. Dit eiland, dat het op een na grootste in de Bay of Exploits is, ligt minder dan een halve kilometer voor de kust van Boyd's Cove.
Het oostelijkste gedeelte van het dorp, waaronder de Beothuksite, is gelegen op het schiereiland Port Albert.

## Demografie
Demografisch gezien is de designated place Boyd's Cove, net zoals de meeste afgelegen plaatsen op Newfoundland, aan het krimpen. Tussen 1991 en 2016 daalde de bevolkingsomvang er van 321 naar 183. Dat komt neer op een daling van 43% in 25 jaar tijd. Dit heeft onder andere te maken met een verregaande vergrijzing. In 2016 was meer dan 45% van de inwoners van Boyd's Cove 60 jaar oud of ouder.
| Jaar | Aantal inwoners | Verschil |
| ---- | --------------- | -------- |
| 1991 | 321             | –        |
| 1996 | 293             | -8,7%    |
| 2001 | 258             | -11,9%   |
| 2006 | 244             | -5,4%    |
| 2011 | 190             | -22,1%   |
| 2016 | 183             | -3,7%    |

## Archeologie
Boyd's Cove is vooral bekend vanwege de archeologische site die net ten noordoosten van het plaatsje ligt. Het betreft een van de grootste archeologische sites van de Beothuk, de uitgestorven oorspronkelijke inwoners van Newfoundland. De site werd door archeologen ontdekt in 1981 en was door de Beothuk in gebruik van ca. 1650 tot 1720. De site is sinds 1995 erkend als National Historic Site. Het Beothuk Interpretation Centre is een provinciale historische site die vondsten tentoonstelt en de bezoeker helpt om deze te interpreteren.

## Zie ook

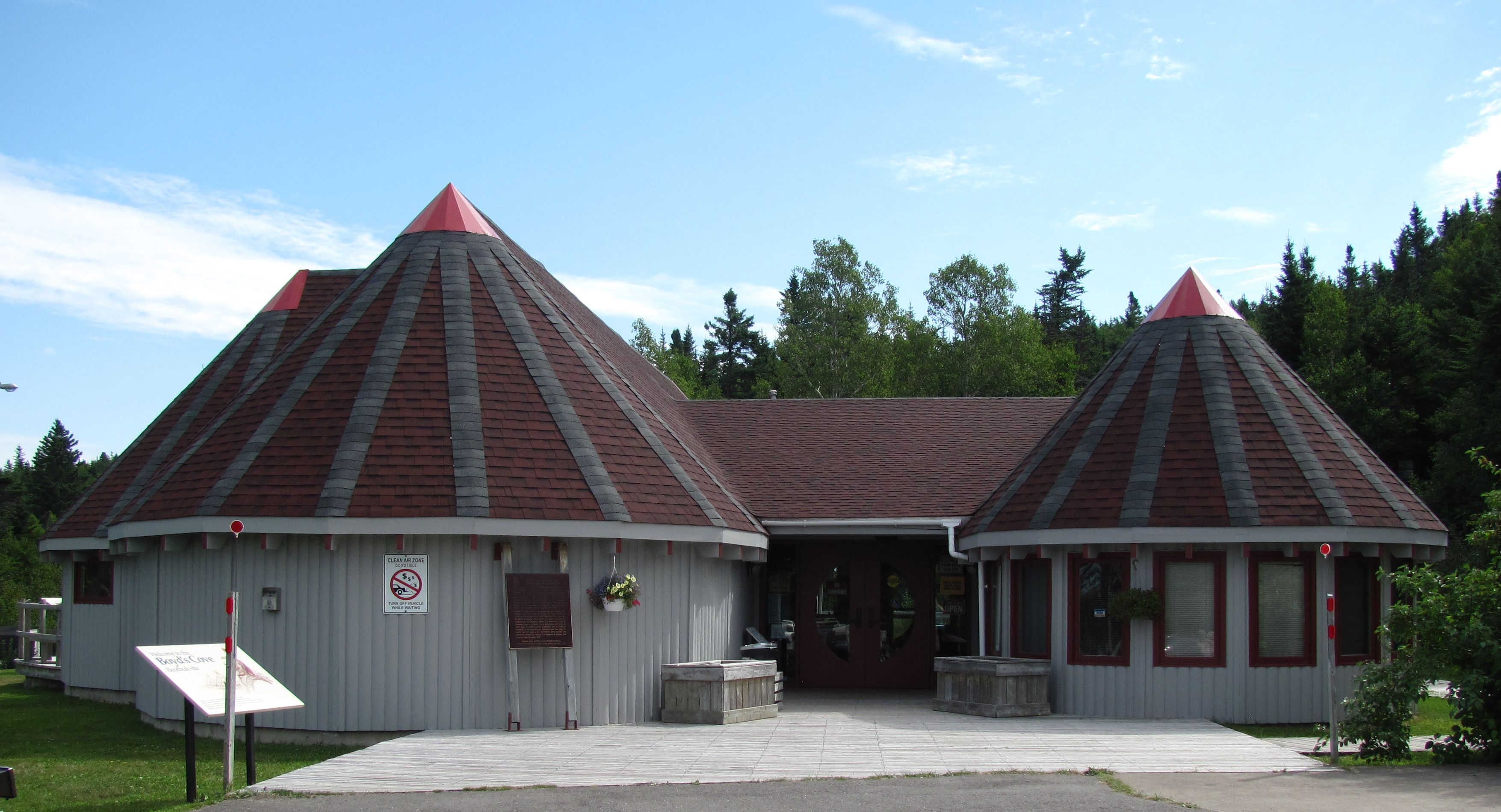
Het Boyd's Cove Beothuk Interpretation Center